# Blauwe boog
De Blauwe boog is een stalen plastiek in Amsterdam, Osdorp.
Het is een abstract werk met een geometrische vorm van de hand van kunstenaar Cyril Lixenberg. Het werk dateert uit rond 1990 en zou model staan voor een toegangspoort van Osdorp (stadsdeel). Volgens een kunstrecensie van een jaar eerder maakte Lixenberg zich destijds los van strikt geometrische vormen. Zijn liefde ging destijds uit naar primaire kleuren, in dit geval een groot blauw vlak met kleine zwarte randen, daar waar het beeld de grond raakt. Lixenberg had het in 2003 (Beelden in de Berm) zelf over losgelaten geometrie; manipulatie van strakken vormen. De vorm van de poort doet denken aan een gedeelte van de Möbiusband. Binnen het beeld eindigt het platte vlak van metaal 90 graden gedraaid ten opzichte van het begin.  
Het kunstwerk staat op het noordoostelijk landhoofd van brug 761, die het zuidelijk begin vormt van de Baden Powellweg. De plastische vormgeving van het kunstwerk staat in contrast tot de strakke lijnen van de flat Aeckerstijn van Willem Vermeer en Izaak van Herwaarden aan de overkant van de weg. Ten westen van het beeld begint het Jan van Zutphenplantsoen met het kunstwerk Vijf zitstenen. 

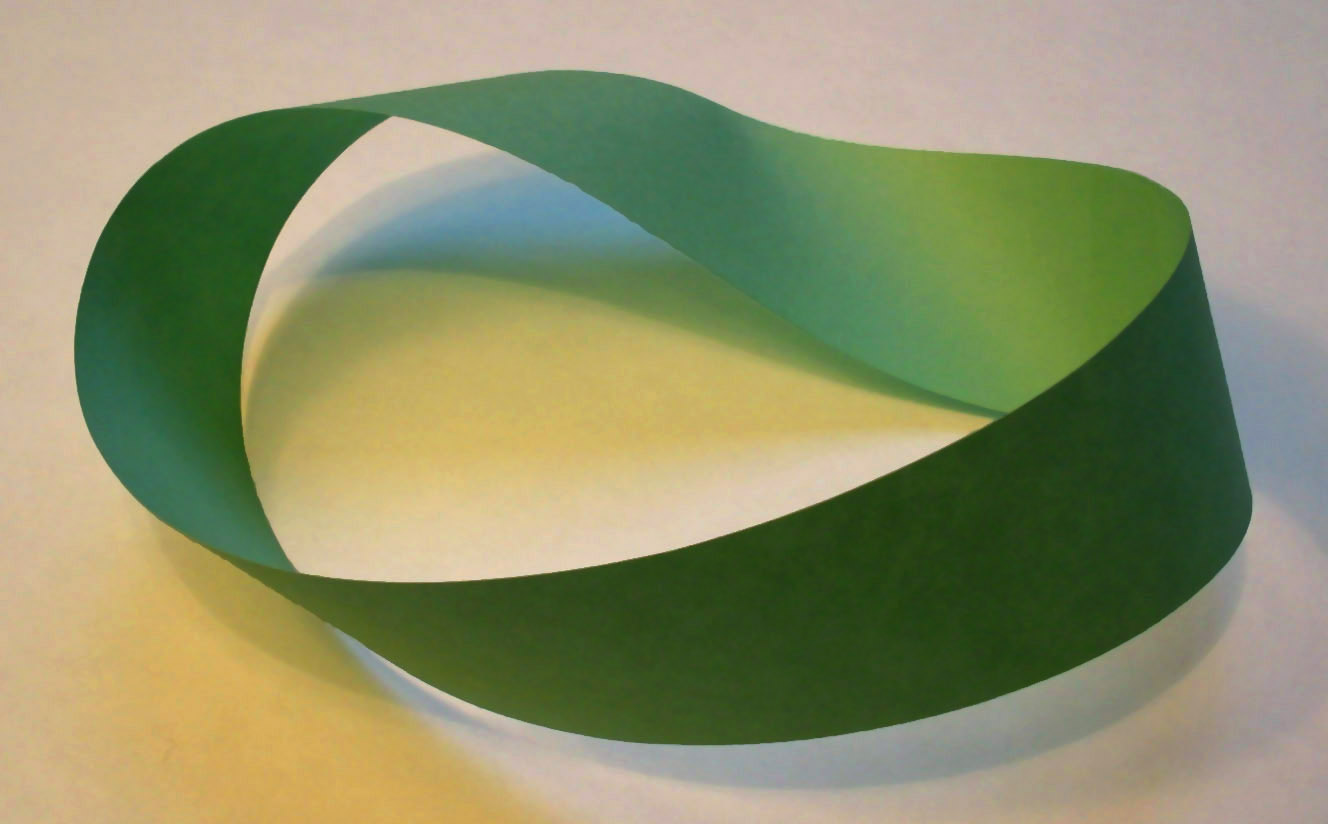
Möbiusband